# Cernovți, Kărdjali
Cernovți (în bulgară Черньовци) este un sat în comuna Kărdjali, regiunea Kărdjali,  Bulgaria. 

## Demografie
Componența etnică a satului Cernovți
     Turci (100%)
     Nicio identificare (0%)
     Altele (0%)
La recensământul din 2011, populația satului Cernovți era de 91 locuitori. Din punct de vedere etnic, majoritatea locuitorilor (100,0%) erau turci. Pentru 0,0% din locuitori nu este cunoscută apartenența etnică.